# Xenochodaeus ulkei
Xenochodaeus ulkei is een keversoort uit de familie Ochodaeidae. De wetenschappelijke naam van de soort is voor het eerst geldig gepubliceerd in 1876 door Horn.